# ディオゴ結城
ディオゴ結城（ディオゴゆうき、天正2年〈1574年〉 - 寛永13年1月10日〈1636年2月16日〉）は、安土桃山時代から江戸時代初期にかけてのカトリック司祭、イエズス会士。号は了雪。平島公方・足利義種室の祐賀の兄であり、13代将軍・足利義輝、15代将軍・足利義昭の弟照山周暠の孫とされる。

## 生涯
天正2年（1574年）阿波国もしくは河内国で誕生。
天正14年（1586年）、摂津国高槻にあった司祭養成学校（セミナリヨ）に入り、勉学を始めたが、天正15年（1587年）に豊臣秀吉の指令でセミナリヨは移転を余儀なくされ、ディオゴは長崎で幽閉された。
その後、幽閉先を脱出したディオゴは文禄4年（1595年）に天草でイエズス会に入会。河内浦にあった司祭養成の高等機関（コレジオ）で学び、慶長6年（1601年）に伊東マンショ、中浦ジュリアンと共にマカオに渡り、司祭になるための勉学を続けた。
帰国後は畿内を中心に活動し、慶長12年（1607年）には伏見の教会の仕事を任され、この年徳島藩主・蜂須賀家政、平島公方・足利義種にキリスト教の教えを説いた。 
やがて、江戸幕府によってキリスト教が禁制になり、ディオゴは慶長19年（1614年）高山右近らとマニラに追放された。ディオゴはマニラのイエズス会学校で勉学を続け、同地で司祭叙階を受けた。
元和2年（1616年）、禁教下の日本で活動すべく極秘で長崎に渡り、陸路京へと向かった。こうして再び畿内において司祭として信徒たちを尋ね、秘蹟を授け、教え励ます活動を行うようになった。また、密かに四国や江戸にまで足を延ばしていたと伝わる。
元和5年（1619年）に京で幼児を含めた52名が殉教した「都の大殉教」が起こると、ベント・フェルナンデス神父やミカエル草庵とともに、残った信者らを励ましたり、遺体を葬ったといわれている。
その後、幕府の宣教師捕縛が徹底される中、ディオゴは山中で隠れて暮らしていたが、寛永12年（1635年）、阿波国大坂峠で捕縛された。同13年（1636年）、大坂で穴吊りの刑を受け、3日後に処刑された。

## 没後の動き
平成20年（2008年）11月に長崎で「福者」に列せられた（ペトロ岐部と187殉教者）。
2014年8月に発刊された「阿南市の先覚者たち（第一集）」に業績などが収録された。

## 出自について
徳島県那賀川町町史編纂室が発見した系図は、平島公方・足利義種（周暠の従兄弟・義助の子）の妻・祐賀（平島義次の生母）を、周暠の孫と記している。同系図は平島公方の子孫に伝わった中世・近世文書群である『阿波足利家文書』の一つで、祐賀に光義・秀景・朝能の三人の兄があることも記されている。光義は文禄・慶長の役で戦死したとされる。
一方、徳島県立文書館所蔵の『板東村近藤家文書』の記述から、ディオゴ結城（了雪）は、祐賀の兄と推定されていたが、発見された系図の朝能は「結城喜太郎」と注釈されており、同一人物である可能性が高い。秀景はまた、「近藤家文書」に現れる祐賀の近親者「兵庫」とみられる。
なお、河内キリシタンの始まりとされる結城忠正は、訴訟のため松永久秀のもとを訪れた京都の町人・ディオゴなる人物との宗論を通じてキリスト教に関心を抱いたとされるが、この人物は年代的に合わないため、本項のディオゴ結城とは別人である。